# Кандело
Кандело (итал. Candelo) је насеље у Италији у округу Бијела, региону Пијемонт.
Према процени из 2011. у насељу је живело 7750 становника. Насеље се налази на надморској висини од 331 м.

## Становништво
| 1936. | 1951. | 1961. | 1971. | 1981. | 1991. | 2001. | 2011. |
| ----- | ----- | ----- | ----- | ----- | ----- | ----- | ----- |
| 3.852 | 4.658 | 6.235 | 6.906 | 7.663 | 7.697 | 7.804 | 7.952 |